# Coptotrophis ornatulus
Coptotrophis ornatulus är en skalbaggsart som beskrevs av Lewis 1910. Coptotrophis ornatulus ingår i släktet Coptotrophis och familjen stumpbaggar. Inga underarter finns listade i Catalogue of Life.